# Monotrope
Monotropa
Genre
Classification APG III (2009)
Monotropa (les Monotropes) est un genre de plantes à fleurs qui ne comprend que deux espèces. Précédemment classé dans la famille des Monotropacées, il fait aujourd'hui partie de la famille des Éricacées et de la sous-famille des Monotropoideae. Ces plantes non chlorophylliennes sont des parasites du réseau mycorhizien.

## Taxonomie

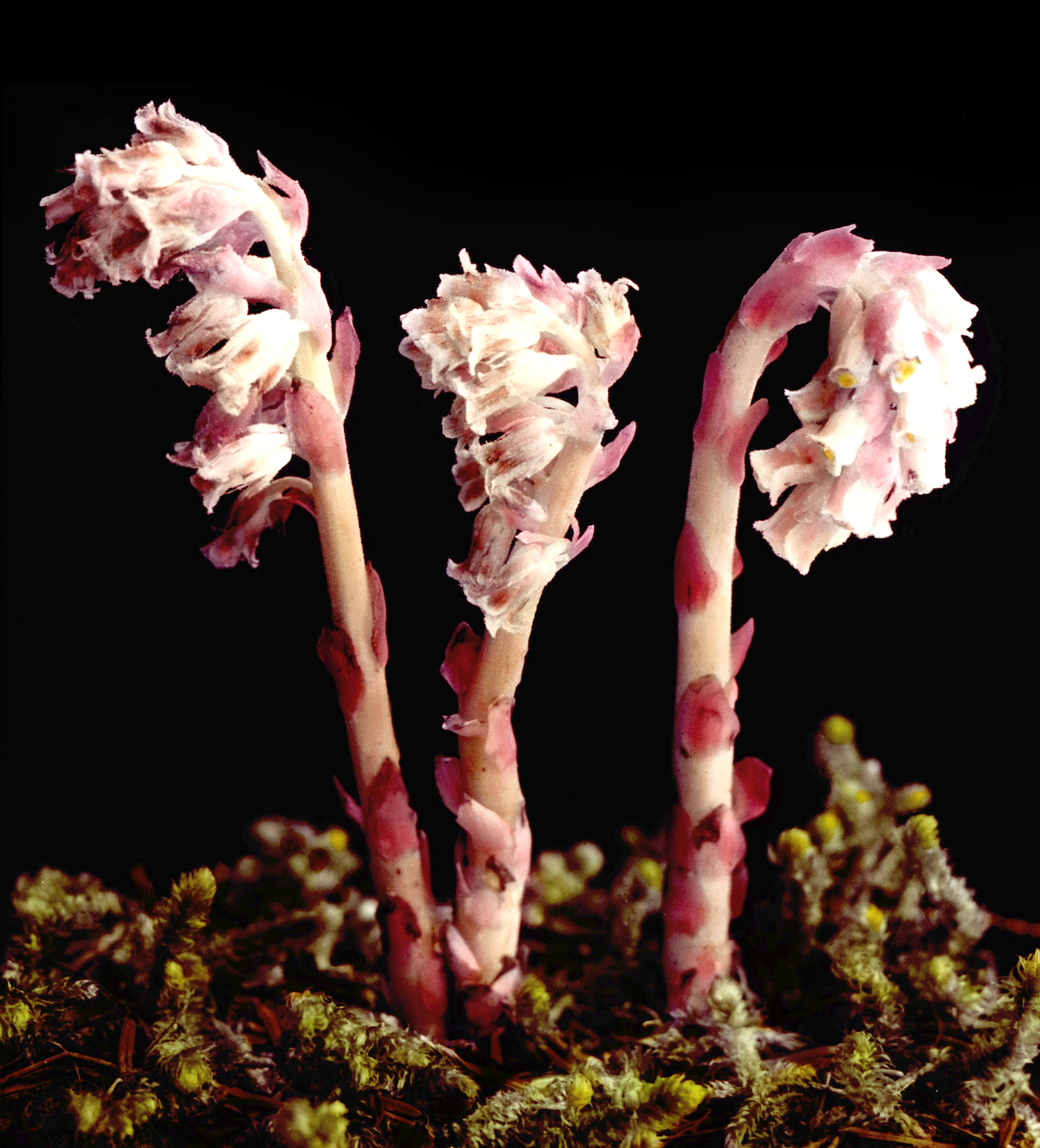
Le Monotrope sucepin (holarctique dont l'Europe), les inflorescences portent des grappes constituées de nombreuses fleurs, l'ensemble de la plante est pubescent.

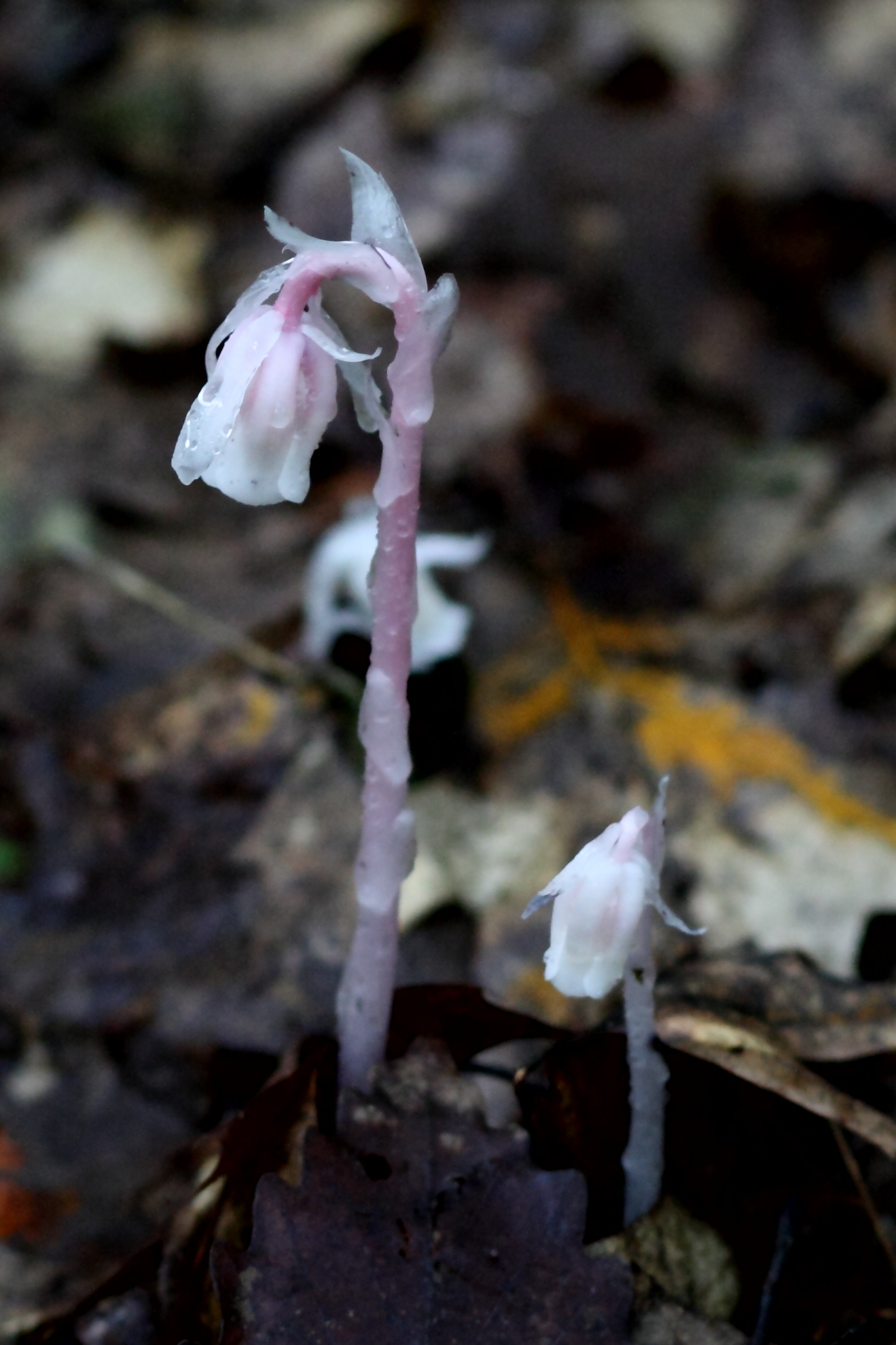
Le Monotrope uniflore (néarctique), les inflorescences terminales portent une fleur unique, l'ensemble de la plante est glabre.

Le genre Monotropa est créé par Carl von Linné en 1754 dans son Species plantarum. Étymologiquement, ce terme provient du grec ancien, μόνος - monos, « un », et τρόπος - tropos, « tour ou direction », faisant allusion aux fleurs toutes tournées dans une direction identique, chez Monotropa hypopitys, son espèce-type.
Ce genre se distingue au sein de la sous-famille des Monotropoideae par des ovaires à 4 ou 5 segments, une corolle formée de plusieurs pétales et des hampes florales qui émergent du sol en position inclinée, puis se dressent lors de la fructification. Cette délimitation du genre est adoptée depuis les travaux du botaniste américain Wallace. Lors de sa monographie sur les monotropoïdes de 1975, il choisit de synonymiser 84 noms post-linnéens valides, comprenant des espèces, des sous-espèces et des variétés du genre Monotropa avec l'espèce M. hypopitys. Avec M. uniflora, uniquement deux espèces sont alors reconnues. 
Les recherches moléculaires des années 2000, indiquent que M. hypopitys est plus étroitement apparenté à d'autres genres, en particulier aux nord-américaines Pityopus, Allotropa et Hemitomes, qu'à M. uniflora. Cette dernière serait plus proche de la japonaise Monotropastrum humile. Les différences morphologiques habituellement observées pour M. hypopitys comprennent de nombreuses fleurs à 4 pétales, par opposition aux fleurs à 5 pétales de M. uniflora. Enfin, le groupe M. hypopitys est mycohétérotrophe avec les Tricholomes alors que le groupe M. uniflora est lié aux Russules. Par conséquent, les données moléculaires,  morphologiques et biologiques appuient fortement la séparation générique entre ces deux espèces. De nombreux auteurs ont d'ores et déjà adopté cette ségrégation et ont transféré M. hypopitys au sein du genre Hypopitys sous le nom Hypopitys monotropa. Le genre Monotropa prendrait alors M. uniflora comme espèce-type. Cependant, certaines références taxonomiques telles que le jardin botanique de Kew et du Missouri ne reconnaissent pas ce nouveau genre et ne l'incluent pas dans leur classification.
De plus, il s'avère que M. hypopitys constitue un groupe polyphylétique, c'est-à-dire que des ancêtres différents sont à l'origine de ce groupe et qu'il pourrait s'agir d'un complexe d'espèces cryptiques, c'est-à-dire d'un groupe constitué de plusieurs espèces.

## Caractéristiques générales
Les Monotropes sont des plantes herbacées vivaces, sans chlorophylle (donc sans photosynthèse). Elles atteignent de 10 à 35 cm de haut, avec une seule tige, non ramifiée. Toutes les parties de la plante sont d'un blanc pur pour Monotropa uniflora ou tirant sur le jaune ou légèrement teintées de rouge pour Monotropa hypopitys.
Les feuilles sont réduites à des écailles de 5 à 10 mm de long, qui couvrent la plus grande partie de la tige. Les fleurs pendantes, de 9 à 15 de mm long, sont réunies en grappe (une seule fleur chez M. uniflora) au sommet de la tige et toutes tournées du même côté de la tige. Elles sont presque régulières avec en général quatre sépales, quatre pétales, huit étamines et un ovaire subdivisé en quatre loges. Elles produisent du nectar afin d'attirer des insectes pollinisateurs (essentiellement des espèces des genres Bombus, Syrphidae et Halictidae)
Dans le sol, les racines forment une masse très compacte et sphérique aux grosses racines charnues qui contiennent également de fines racines appartenant aux arbres voisins, feuillus (hêtres) et conifères (pins, sapins, mélèzes et épicéas).

## Symbiose mycorhizienne
Les Monotropes sont strictement myco-hétérotrophes, obtenant leur alimentation par l'intermédiaire de champignons symbiotiques qu'ils partagent avec les arbres, phénomène découvert en 1960 par le biologiste suédois Erik Björkman. Ces champignons forment des ectomycorhizes sur les racines des arbres et des mycorhizes particulières appelées « monotropoïdes », avec les racines des Monotropes. Ces tissus conduisent ainsi les produits de la photosynthèse des arbres vers les Monotropes. Leur nom français « suce-pin » est donc tout à fait approprié.
Elles sont ainsi capables de vivre dans des conditions de très faible luminosité, comme les sous-bois de forêts denses. L'espèce européenne Monotropa hypopitys est strictement dépendante des Tricholomes. Quant à l'espèce Nord-américaine Monotropa uniflora, elle est inféodée aux Russules. La graine ne contient que très peu de réserve et a besoin de cette symbiose lors de sa germination.

## Distribution
Ces plantes sont originaires des régions tempérées et chaudes de l'hémisphère nord. On les trouve en Asie (Chine, Japon, Taïwan, sous-continent indien, en Europe, en Amérique du Nord et en Amérique centrale). En Europe occidentale, seul Monotropa hypopitys est présent.

## Espèces
- Monotropa hypopitys (Linnaeus, 1753), le Monotrope sucepin
- Monotropa uniflora (Linnaeus, 1753), le Monotrope uniflore